# باتيرنا ديل ماديرا
بلدية باتيرنا ديل ماديرا (بالإسبانية: Paterna del Madera) هي بلدية تقع في مقاطعة البسيط التابعة لمنطقة كاستيا لا مانتشا وسط إسبانيا.

## الديموغرافيا
بلغ عدد سكان بلدية باتيرنا ديل ماديرا 452 نسمة عام 2011 (وفقاً للمعهد الوطني الإسباني للإحصاء).
| 623 | 558 | 528 | 484 | 471 | 473 | 452 |